# Peter må vente
|  | Denne artikel er oprettet af botten PalnaBot ud fra en ekstern database. Den kan derfor have sproglige fejl eller mangler. Denne skabelon kan fjernes efter kontrol af indholdet. |

Peter må vente er en dokumentarfilm fra 1949 instrueret af Svend Aage Lorentz efter manuskript af Susanne Palsbo, Svend Aage Lorentz.

## Handling
Bryllup - nu er hun frue, gavebord, med lykkelig brud, der er glad for sin stegepande. og hvad har hun så lært af husholdning? ikke det allermindste. Peter dækker bord, hun laver mad, så godt hun kan, æggekagen brænder på. Hun kommer ind med panden, Peter smager på den sorte æggekage, han ser ikke glad ud ....han tager sig en tår øl. Hun tager pletter af på en skrupforkert måde, regnskabet ligner et slagsmål, når hun presser bukser - skæve pressefolder. Peter læser avis, kaos i køkkenet, tøjet brænder, hun farer rundt, han sidder roligt i lænestolen og bliver mere og mere utilfreds, han dækker ikke bord længere, han gemmer sig bag avisen. Uf, brændte frikadeller, Peter bliver pludselig aldeles rasende, han tager sit gode tøj og går, tilbage sidder lille Lene, hele verden er ramlet, "hvad skal jeg gøre". At være husmor er et fag som alle andre, understreger speakeren- der spoles tilbage til brylluppet, Peter kan nok tåle at vente, uddannelsen varer kun et års tid. Lene melder sig til Husgerning. Velordnet kursus med piger med tørklæder, der sidder i klasseværelse og ser på tavleundervisning. Lene noterer ivrigt, og de lærer at lave mad - mens Peter venter og venter i kirken - Lene lærer at vride en gulvklud, der er kun en rigtig måde at vride en gulvklud. Andre muligheder: husholdningsskole, fem måneder, landhusholdning, et privat hjem. Og nu vil Lene giftes, hun farer af sted i brudekjole, bryllup forfra - og slut.